# 淮阳专区
淮阳专区，中华人民共和国河南省已撤消的行政区，在今河南省东部。1949年置，专员公署驻淮阳县。辖周口市及淮阳、鹿邑、太康、扶沟、西华、商水、项城、沈丘8县。
1951年，由鹿邑、淮阳、沈丘3县析置郸城办事处（县级）。1952年，郸城办事处改设郸城县；撤销周口市，并入商水县。淮阳专区辖9县。
1953年，复设周口市。同年，撤销淮阳专区，将淮阳、太康、鹿邑、沈丘、项城、郸城6县划归商丘专区；周口市及商水、西华、扶沟3县划归许昌专区。  

## 历任专员
- 薛朴若（1949年10月－1951年4月）
- 鲁禹道（1951年4月－1952年11月）